# Битва при Лісімахії

Мапа Фракії. У правому нижньому куті позначена Лісімахія

Битва при Лісімахії — битва 277 р. до н. е. між галльськими завойовниками та Антигоном Гонатом, перемога у якій відкрила останньому шлях до престолу Македонії.
У 279 р. до н. е. галльська експансія докотилась до Південних Балкан. У битві з галлами загинув македонський цар Птолемей Керавн, а його країну піддали спустошенню. Хоча наприкінці того ж року одна з галльських армій зазнала важкої поразки в битві при Фермопілах, проте загони інших вождів продовжували розорювати Македонію, у якій, до того ж, протягом кількох років була відсутня ефективна централізована влада — відповідно до Діодора, за три роки встигли оголосити себе царями не менше п'яти осіб (Євсевій Кесарійський називає трьох та додає про дворічний період анархії).
В 277 р. до н. е. галльське військо під командуванням Церетрія, сили якого Юстин оцінює у 15 тисяч піхотинців та 3 тисячі вершників, з'явилось на північному узбережжі Пропонтиди, біля міста Лісімахія. Тут з ним зустрівся Антигон Гонат, котрий перед тим він вів боротьбу в Малій Азії з сирійським царем Антіохом I, проте вже уклав мирну угоду та вичікував нагоди для оволодіння македонським престолом. Посольству галлів, котре прибуло пропонувати мир за викуп, Антигон продемонстрував свою могутність — слонів, кораблі, а також численні предмети розкоші. Це лише розпалило у галлів жадобу до здобичі, до того ж вони звернули увагу на поганий захист табору, котрий македонці не обвели ані валом, ані ровом.
Уночі галльске військо вирушило до розташування стоянки Антигона. Втім, останній передбачав можливість такого розвитку подій, тому заздалегідь наказав воїнам захопити своє майно та укритись в сусідньому лісі. Галли, не зустрівши навіть вартових, спершу запідозрили пастку та певний час остерігались увійти до табору. Нарешті, вони наважились оглянути покинуту стоянку та попрямували до берега, де зайнялись розграбовуванням кораблів. В цей час на них напали воїни Антигона та вчинили страшенну різанину (зокрема, загинув і Церетрій).    
Зазнавши нищівної поразки, галли уклали з Антигоном мир. На додаток до цього, македонський полководець зміг найняти галльський загін, що допомогло йому перемогти іншого претендента та зайняти македонський престол.